# Angela Aki Concert Tour 2007-2008 "Today"
アンジェラ・アキ Concert Tour 2007-2008 "Today" es el segundo DVD de Angela Aki grabado el 1 de enero en el Tokyo Kokusai Forum, en el que fue el último concierto de su gira Today 2007-2008. Es un concierto con orquesta compuesta por bajo, guitarra, batería, y Angela, al piano. Se puso a la venta el 1 de octubre de 2008.
Incluye canciones de sus dos álbumes a la venta en Japón, y una versión propia de la canción Every Breath You Take de The Police.

## Lista de canciones[1]
1. Again
2. Music
3. Today
4. Rain
5. Every Breath You Take
6. モラルの葬式 - Moraru no Soushiki
7. Kiss Me good Bye
8. 乙女心 - Otome Gokoro
9. This Love
10. 愛のうた - Ai no Uta
11. One Melody
12. 孤独のカケラ - Kodoku no Kakera
13. サクラ色 - Sakura iro
14. On & On
15. たしかに - Tashika ni
16. Home